# 대한민국 형법 제214조
대한민국 형법 제214조는 유가증권의 위조 등에 대한 형법각칙의 조문이다. 외국인이 한국 밖에서 이 범죄를 저지르더라도 예외적으로 처벌하고 있다

## 조문
제214조(유가증권의 위조 등) ① 행사할 목적으로 대한민국 또는 외국의 공채증서 기타 유가증권을 위조 또는 변조한 자는 10년 이하의 징역에 처한다.

② 행사할 목적으로 유가증권의 권리의무에 관한 기재를 위조 또는 변조한 자도 전항의 형과 같다.

第214條(有價證券의 僞造 等) ① 行使할 目的으로 大韓民國 또는 外國의 公債證書 其他 有價證券을 僞造 또는 變造한 者는 10年 以下의 懲役에 處한다.

②行使할 目的으로 有價證券의 權利義務에 關한 記載를 僞造 또는 變造한 者도 前項의 刑과 같다.

## 사례
- 영화 캐치 미 이프 유 캔에서 주인공이 주표 위조한 행위는 유가증권의 위조에 해당할 것이다[2].
- 공중전화카드는 유가증권이다[3]
- 어음의 발행인이 약속어음을 회수한 후 지급일자를 임의로 변경한 행위는 유가증권 변조에 해당한다[4]
- 폐공중전화카드의 자기기록 부분에 전자정보를 기록하여 사용가능한 공중전화카드를 만든 행위는 유가증권위조죄가 성립한다[3]
- 한국외환은행 소비조합이 그 소속조합원에게 발행한 신용카드는 그 카드에 의해서만 신용구매의 권리를 행사할 수 있는 점에서 재산권이 증권에 화체되었다고 볼 수 있으므로 유가증권이다[5]

## 판례
- 형 214조의 유가증권이란 증권상에 표시된 재산상의 권리의 행사와 처분에 그 증권의 점유를 필요로 하는 것을 총칭하는 것으로서 재산권이 증권에 화체된다는 것과 그 권리의 행사와 처분에 증권의 점유를 필요로 한다는 두 가지 요소를 갖추면 족하지 반드시 유통성을 가질 필요는 없고, 또한 위 유가증권은 일반인이 진정한 것으로 오신할 정도의 형식과 외관을 갖추고 있으면 되므로 증권이 비록 문방구 약속어음 용지를 이용하여 작성되었다고 하더라도 그 전체적인 형식, 내용에 비추어 일반인이 진정한 것으로 오신할 정도의 약속어음 요건을 갖추고 있으면 당연히 형법상 유가증권에 해당한다[6].
- 형 214조의 유가증권이란 증권상에 표시된 재산상의 권리의 행사와 처분에 그 증권의 점유를 필요로 하는 것을 총칭하는 것으로서 그 명칭에 불구하고 재산권이 증권에 화체된 다는 것과 그 권리의 행사와 처분에 증권의 점유를 필요로 한다는 두가지 요소를 갖추면 족하고, 반드시 유통성을 가질 필요도 없다[7]
- 유가증권변조죄에 있어서 변조라 함은 진정으로 성립된 유가증권의 내용에 권한 없는 자가 그 유가증권의 동일성을 해하지 않는 한도에서 변경을 가하는 것을 말하므로 이미 타인에 의하여 위조된 약속어음의 기재사항을 권한 없이 변경하였다고 하더라도 유가증권변조죄는 성립하지 않는다[8]

## 참고 문헌
- 김재윤, 손동권, 『새로운 형법각론』, 율곡출판사, 2013. ISBN 978-89-974283-4-2

## 같이 보기
- 유가증권위조죄
- 유가증권변조죄
- 부정수표단속법